# Nemesia barbara
Nemesia barbara är en spindelart som först beskrevs av Lucas 1846.  Nemesia barbara ingår i släktet Nemesia och familjen Nemesiidae.
Artens utbredningsområde är Algeriet. Inga underarter finns listade i Catalogue of Life.